# Goniothalamus expansus
Goniothalamus expansus är en kirimojaväxtart som beskrevs av William Grant Craib. Goniothalamus expansus ingår i släktet Goniothalamus och familjen kirimojaväxter. Inga underarter finns listade i Catalogue of Life.